# Agencija Republike Slovenije za energijo
Agencija Republike Slovenije za energijo je javna agencija Republike Slovenije, ki je odgovorna za nadzor in regulacijo energetskega trga Slovenije. Je "nacionalni energetski regulativni organ Republike Slovenije, ki usmerja in nadzira izvajalce energetskih dejavnosti na področju elektrike in zemeljskega plina ter opravlja z zakonom določene naloge reguliranja izvajalcev energetskih dejavnosti na področju toplote in drugih energetskih plinov."
Agencijo vodi direktorica mag. Duška Godina.

## Zgodovina
Agencijo je ustanovila Vlada Republike Slovenije junija 2004.

## Naloge
Agencija regulira omrežne dejavnosti na področju električne energije in zemeljskega plina, regulira toploto in druge energetske pline, zagotavlja zanesljivo oskrbo z zemeljskim plinom, spodbuja proizvodnjo električne energije iz obnovljivih virov in soproizvodnje, učinkovito rabo energije, nadzira delovanje trga z električno energijo in zemeljskim plinom, nadzira delovanjem izvajalcev energetskih dejavnosti kot tudi zagotavlja varstvo pravic odjemalcev.